# Береги (Львівський район)
Бе́реги —  село в Україні, у Львівському районі Львівської області. Населення становить 47 осіб. Орган місцевого самоврядування — Пустомитівська міська рада.

## Населення
За даними Інвестиційного паспорту 2022 року, у селі зареєстровано 52 особи. Мовний склад села був таким:
| Мова       | Число ос. | Відсоток |
| ---------- | --------- | -------- |
| українська | 52        | 100      |